# Ammeloe

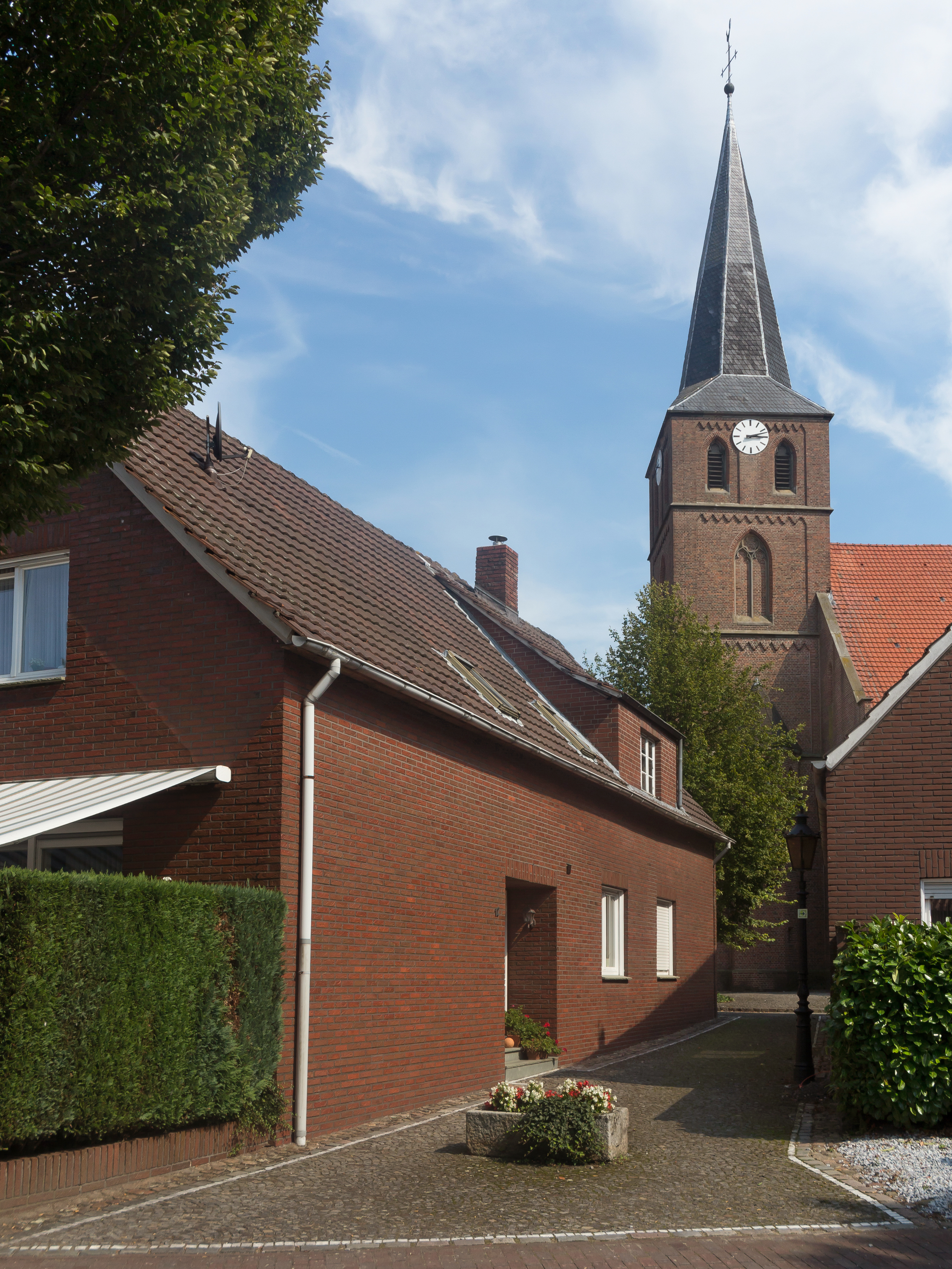
Ammeloe, katholieke kerk: die Rektoratskirche Sankt Antonius Abt

Ammeloe is een plaats en voormalige gemeente in de Duitse gemeente Vreden.
In het kader van de gemeentelijke herindeling in Noordrijn-Westfalen worden de stad Vreden en de gemeente Ammeloe in 1969 tot een nieuwe stad Vreden samengevoegd.
Kerkdorpen: Ammeloe · Ellewick-Crosewick · Lünten · Wennewick-Oldenkott · Zwillbrock

Buurtschappen: Doemern · Gaxel · Großemast · Kleinemast · Köckelwick